# Diclidurus
Genre
Diclidurus est un genre regroupant plusieurs chauve-souris de la famille des Emballonuridae. Il se rencontre en Amérique du Sud et, pour certaines espèces, également en Amérique centrale.

## Liste des espèces
- Diclidurus albus Wied-Neuwied, 1820
- Diclidurus ingens Hernandez-Camacho, 1955
- Diclidurus isabellus (Thomas, 1920)
- Diclidurus scutatus Peters, 1869